# Self Esteem (Musikerin)

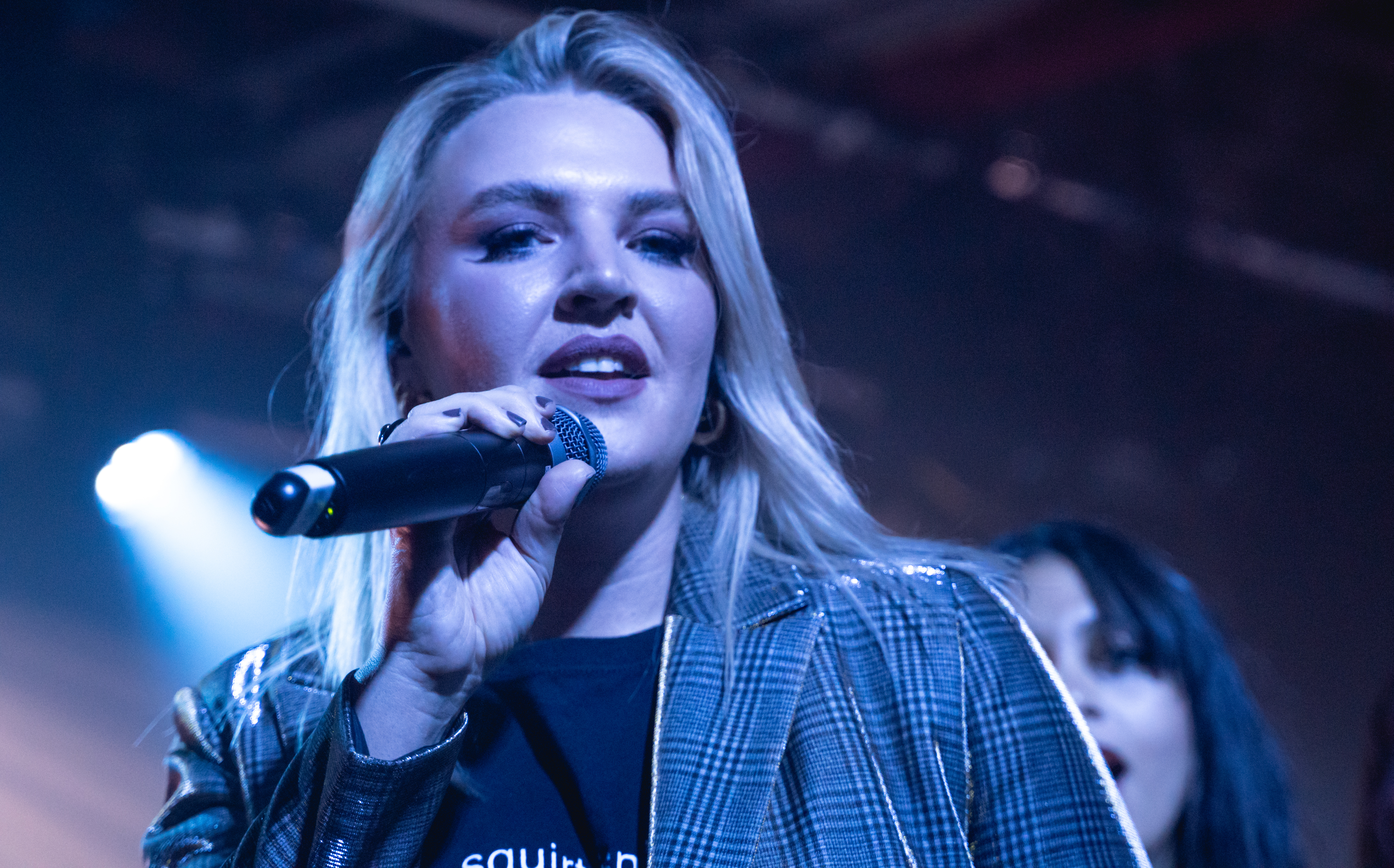
Self Esteem, 22. Oktober 2021

Self Esteem (Selbstwertgefühl) ist der Bühnenname der Popmusikerin Rebecca Lucy Taylor.

## Biografie

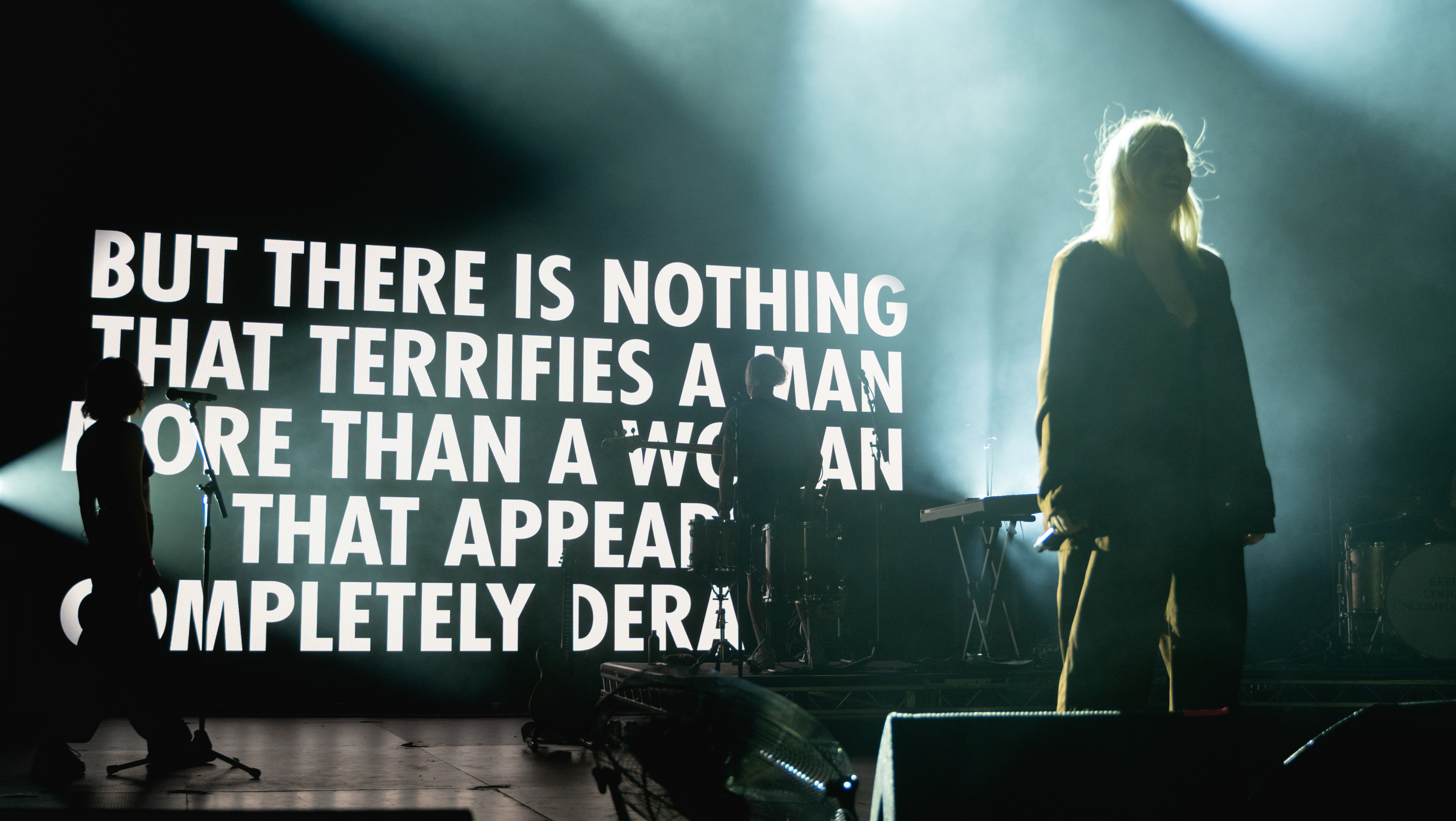
Self Esteem, Brockwell Park, 2021

Taylor war Mitglied des Musikduos Slow Club, das 2006 in Sheffield gegründet wurde und sich 2017 nach vier Studioalben auflöste. Davor hatte sie bereits zusammen mit ihrem Slow-Club-Partner Charles Watson in der Band The Lonely Hearts gespielt.
Unter dem Namen Self Esteem veröffentlichte sie 2017 ihre erste Solosingle Your Wife. Am 1. März 2019 erschien ihr erstes Soloalbum Compliments Please. Es folgten im gleichen Jahr eine UK-Tour und Auftritte bei verschiedenen Festivals, darunter das Glastonbury Festival.
Am 22. Oktober 2021 kam nach mehreren Singles und Videos das zweite Album Prioritise Pleasure auf den Markt, begleitet von einer UK-Tour. The Guardian, The Sunday Times und das Online-Musikmagazin Gigwise wählten Prioritise Pleasure zum besten Album des Jahres 2021. Für den Guardian war I Do This All The Time der beste Song des Jahres.

## Auszeichnungen
- Nominiert: Q Awards Best Breakthrough Act 2019.
- Gewonnen: Attitude Music Award 2021.
- Gewonnen: BBC Music Introducing Artist of the Year 2021.
- Nominiert: BRIT Awards Best New Artist 2022.

## Diskografie

### Studioalben
- Compliments Please (2019)
- Prioritise Pleasure (2021)

### Extended Plays
- Cuddles Please (2020)

### Singles
- Your Wife (2017)
- Wrestling (2018)
- Rollout (2018)
- The Best (2018)
- Girl Crush (2019)
- I Do This All The Time (2021)
- Prioritise Pleasure (2021)
- How Can I Help You (2021)
- Moody (2021)
- You Forever (2021)

## Bibliographie
- Rebecca Lucy Taylor: Self Esteem. YourShelf Press, 2021[9]